# OncoRay – Nationales Zentrum für Strahlenforschung in der Onkologie

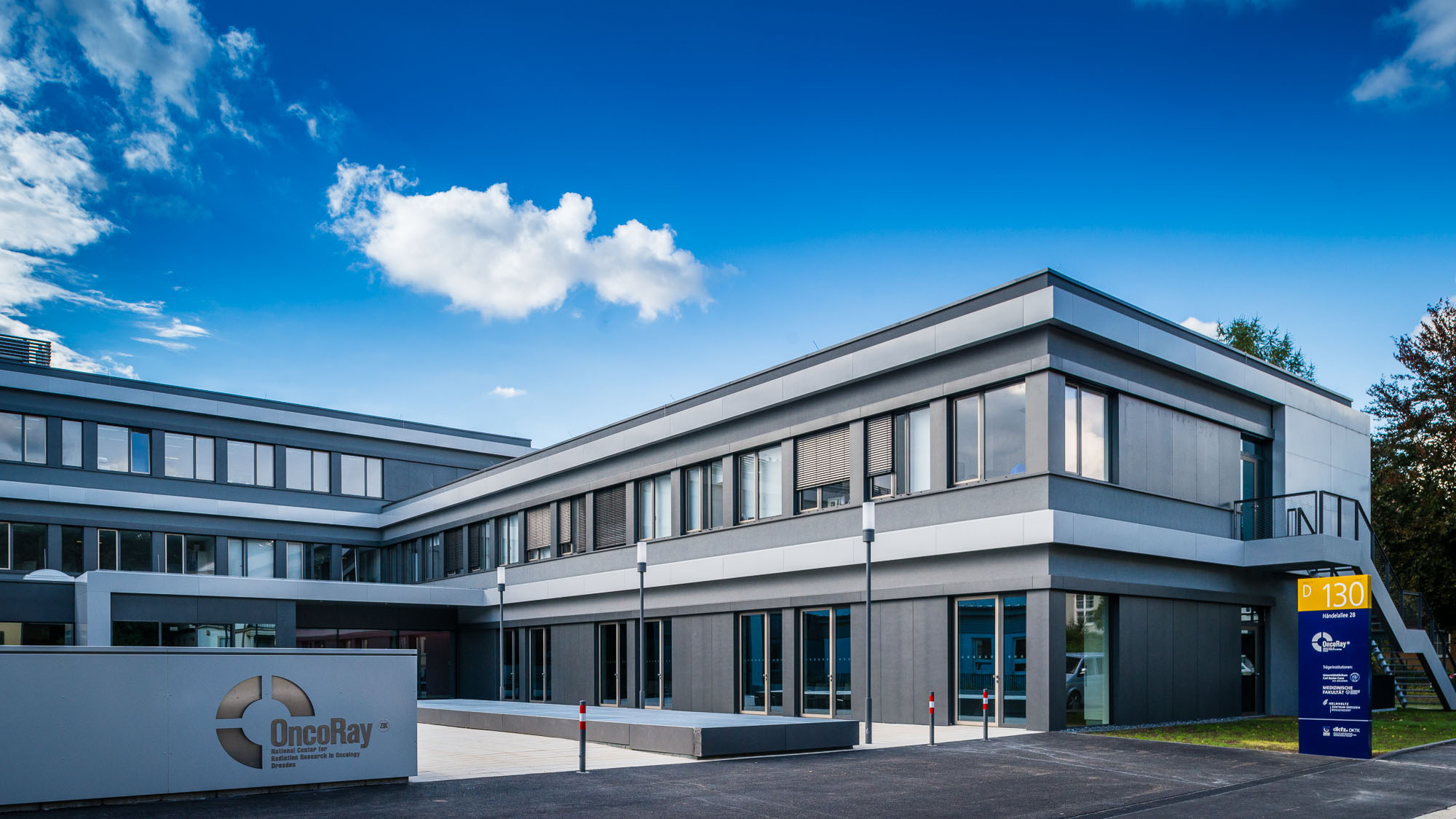
OncoRay Hauptgebäude in Dresden

Das OncoRay – Nationales Zentrum für Strahlenforschung in der Onkologie ist eine institutsübergreifende Forschungsplattform der medizinischen Strahlenforschung in Dresden mit besonderem Fokus auf Translationale Forschung.
Gegründet wurde das OncoRay im Jahr 2005 von den drei Trägerinstitutionen Medizinische Fakultät Carl Gustav Carus der Technischen Universität Dresden, Universitätsklinikum Carl Gustav Carus Dresden und dem Helmholtz-Zentrum Dresden-Rossendorf (HZDR). 2022 arbeiten rund 80 Wissenschaftler in elf fächerübergreifenden Forschungsgruppen mit den Schwerpunkten Medizin, Physik, Biologie und Informationswissenschaften am Zentrum. Ziel der Forschung ist die Verbesserung der Behandlung von Krebserkrankungen durch eine biologisch individualisierte und technologisch optimierte Strahlentherapie.

## Geschichte
Das Dresdner Forschungszentrum OncoRay, ehemals bezeichnet als „Zentrum für Innovationskompetenz (ZIK) für Medizinische Strahlenforschung in der Onkologie“, war einer der sechs Gewinner des Wettbewerbs „Exzellenz schaffen – Talente sichern“ der ersten ZIK-Programmrunde des Bundesministeriums für Bildung und Forschung (BMBF). Das OncoRay repräsentierte dabei einen neuartigen innovativen Forschungsansatz in der Medizinischen Strahlenforschung, der die Grundlagenforschung mit der angewandten klinischen Forschung verband (Translationsforschung).
Gründungsdirektor des OncoRay war der Mediziner und Krebsforscher Michael Baumann zusammen mit dem damaligen Wissenschaftlichen Koordinator Stefan Pieck. Das Zentrum startete nach einer Strategiekonzeptphase 2003 und einer erfolgreichen Begutachtung 2004 schließlich im Jahr 2005 mit zwei Nachwuchsforschungsgruppen und einer Professur in die erste, fünfjährige BMBF-Förderphase. Nach erfolgreicher Bewerbung um eine Finanzierung über weitere fünf Jahre und zwei weitere Nachwuchsforschungsgruppen durch das BMBF erhielt das OncoRay gemeinsam mit dem Zentrum für Innovationskompetenz „ultra optics“ an der Friedrich-Schiller-Universität Jena die Förderung für das Verbundprojekt „Hochintensitätslaser für die Radioonkologie“ (onCOOPtics).
Im Jahr 2013 wurde nach dreijähriger Bauzeit der im Rahmen der Landesexzellenzinitiative Sachsen durch das Sächsische Staatsministerium für Wissenschaft und Kunst geförderte Neubau für das OncoRay am Medizinischen Campus der TU Dresden fertiggestellt. Dieser ist baulich unmittelbar mit der Klinik und Poliklinik für Strahlentherapie des Universitätsklinikums Dresden verbunden und beherbergt eine moderne Protonenanlage sowohl zur Patientenbehandlung als auch zur Erforschung und Entwicklung neuer Therapieformen.
Geleitet wird das OncoRay heute von Mechthild Krause und Stefan Pieck.

## Träger und Forschungsnetzwerk
Das OncoRay ist eine gemeinsame Forschungsplattform der drei Trägerinstitutionen Medizinische Fakultät Carl Gustav Carus der Technischen Universität Dresden, Universitätsklinikum Carl Gustav Carus Dresden und Helmholtz-Zentrum Dresden - Rossendorf (HZDR). Darüber hinaus kooperiert das OncoRay im Rahmen gemeinsamer Forschungsprojekte und standortübergreifender Studien eng mit verschiedenen nationalen und internationalen Forschungseinrichtungen.

### Medizinische Fakultät Carl Gustav Carus der Technischen Universität Dresden

Logo

Die Technische Universität Dresden (TU Dresden) ist eine der größten Technischen Universitäten in Deutschland, über 2.500 Studierende sind an der Medizinischen Fakultät Carl Gustav Carus der TU Dresden eingeschrieben.
Der konsekutive Masterstudiengang „Medical Radiation Sciences“ wird unmittelbar am OncoRay durchgeführt und verbindet die wissenschaftliche Ausbildung der Studierenden in den Bereichen Physik, Chemie, Biologie, technischen Wissenschaften sowie Medizin mit der praktischen Ausbildung zum behördlich anerkannten Medizinphysik-Experten. Die patientennahe Lehre an der Medizinischen Fakultät ermöglicht die TU Dresden durch die enge Kooperation mit dem Universitätsklinikum Carl Gustav Carus Dresden.

### Universitätsklinikum Carl Gustav Carus Dresden
Das Universitätsklinikum Carl Gustav Carus Dresden ist ein Krankenhaus der Maximalversorgung. Es dient neben der Patientenversorgung der Aus-, Fort- und Weiterbildung des medizinischen Personals.
Zur translationalen Forschung arbeiten die Wissenschaftler am OncoRay mit den Ärzten der Klinik für Strahlentherapie und Radioonkologie des Universitätsklinikums Dresden zusammen. Seit 2014 können Patienten an der Universitäts-Protonentherapie Dresden (UPTD) mit Protonentherapie behandelt werden. Parallel zum Patientenbetrieb dient diese Anlage auch der klinischen Forschung.

### Helmholtz-Zentrum Dresden-Rossendorf

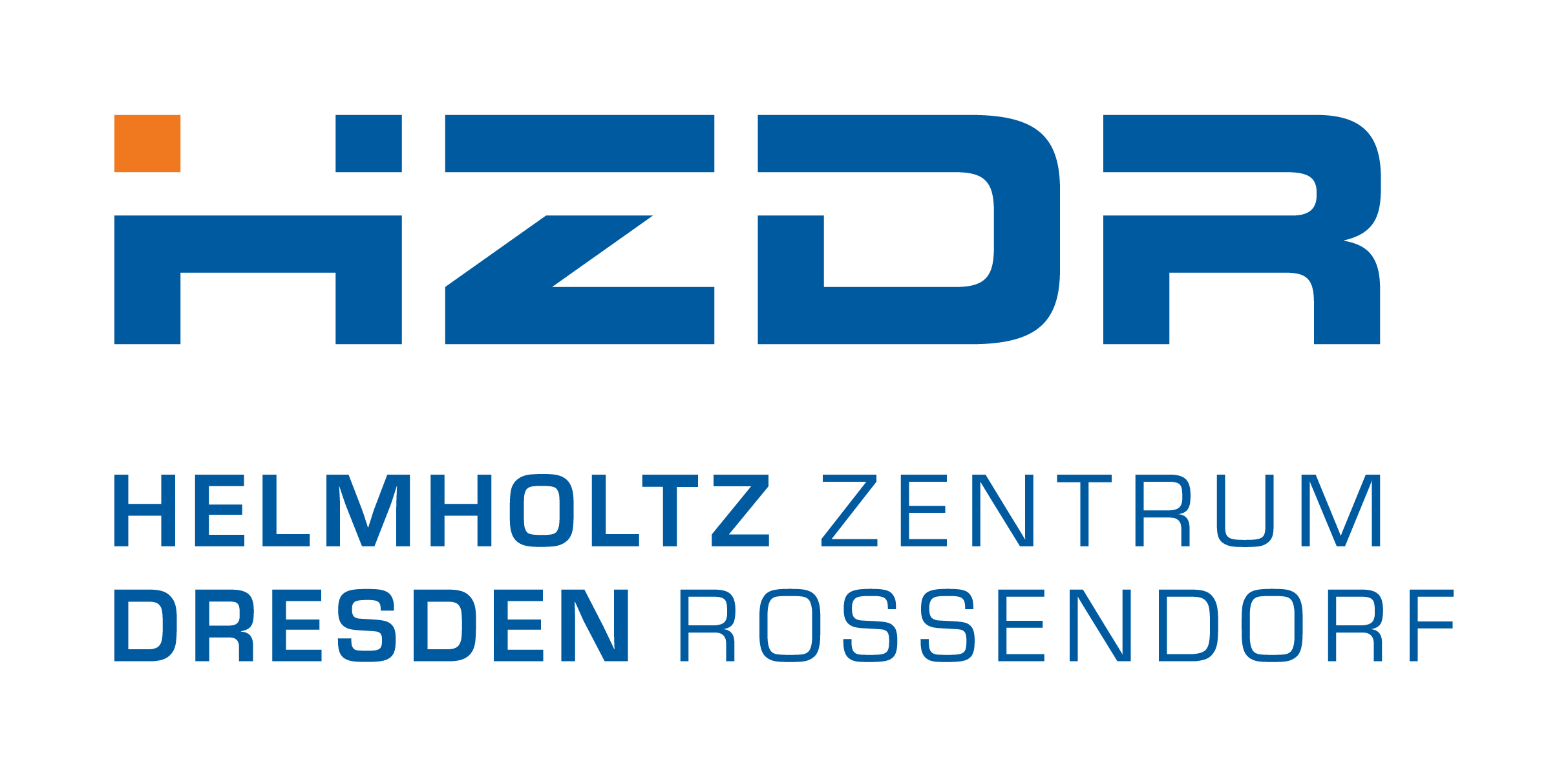
HZDR Helmholtz-Zentrum Dresden-Rossendorf

Das Helmholtz-Zentrum Dresden-Rossendorf gehört zur Helmholtz-Gemeinschaft Deutscher Forschungszentren und betreibt an sechs Standorten Forschung in den Bereichen Energie, Gesundheit und Materie.
Am HZDR-Institut für Radioonkologie (OncoRay) arbeiten Wissenschaftler in interdisziplinären Arbeitsgruppen an verschiedenen Forschungsschwerpunkten beispielsweise zur Weiterentwicklung der Strahlentherapie, der klinischen Evaluierung und Optimierung der Protonentherapie, der Erforschung von Resistenzfaktoren gegen die Bestrahlung sowie der drei- und vierdimensionalen Bildgebungstechnik für die Hochpräzisionsstrahlentherapie. Dabei liefert das Institut für Radioonkologie auch Forschungsergebnisse für andere Institute des Helmholtz-Zentrums Dresden-Rossendorf, darunter das Institut für Strahlenphysik und das Institut für Radiopharmazeutische Krebsforschung.

### Netzwerke und Kooperationen
Heidelberger Institut für Radioonkologie
Das OncoRay wurde 2010 gemeinsam mit dem Heidelberger Institut für Radioonkologie (HIRO) vom Bundesministerium für Bildung und Forschung zum National Center for Radiation Research in Oncology (NCRO; deutsch: Nationales Zentrum für Strahlenforschung in der Onkologie) ernannt. Gemeinsam arbeiten die Wissenschaftler am OncoRay und HIRO in verschiedenen Forschungskooperationen.
Deutsches Konsortium für Translationale Krebsforschung (DKTK)

Das Deutsche Konsortium für Translationale Krebsforschung (DKTK) wurde 2012 als eines von sechs Deutschen Zentren der Gesundheitsforschung (DZGs) gegründet. Im DKTK verbindet sich das Deutsche Krebsforschungszentrum (DKFZ) als Kernforschungszentrum mit acht universitären Standorten (Berlin, Dresden, Essen/Düsseldorf, Frankfurt/Mainz, Freiburg, Heidelberg, München und Tübingen). Der Forschungsschwerpunkt am DKTK-Partnerstandort Dresden liegt im Bereich der Radioonkologie. Auch hier sind das Universitätsklinikum Carl Gustav Carus Dresden, die Medizinische Fakultät Carl Gustav Carus der TU Dresden und das Helmholtz-Zentrum Dresden-Rossendorf gemeinsam organisiert.
Nationales Centrum für Tumorerkrankungen (NCT)
Gemeinsam mit dem Deutschen Krebsforschungszentrum, der Medizinischen Fakultät Carl Gustav Carus der TU Dresden und dem Helmholtz-Zentrum Dresden-Rossendorf hat das Dresdner Universitätsklinikum seit 2015 den Dresdner Standort des Nationalen Centrums für Tumorerkrankungen (NCT) etabliert. Das NCT-Gebäude wurde 2021 eröffnet. Der NCT/UCC-Neubau beherbergt eine Forschungsplattform mit einem „Operationssaal der Zukunft“, Laboratorien, Bereiche für Patientenstudien sowie Räume für medikamentöse Behandlungen und Strahlentherapie.

## Forschung
Derzeit umfasst das OncoRay elf fächerübergreifende Forschungsgruppen auf den Gebieten der Strahlenbiologie, der Medizinischen Strahlenphysik sowie der Translationalen Radioonkologie und Klinischen Strahlentherapie. Ziel der Forschung ist die Verbesserung und Weiterentwicklung der Behandlung von Krebserkrankungen durch eine biologisch individualisierte und technologisch optimierte Strahlentherapie.

### Sektion Strahlenbiologie

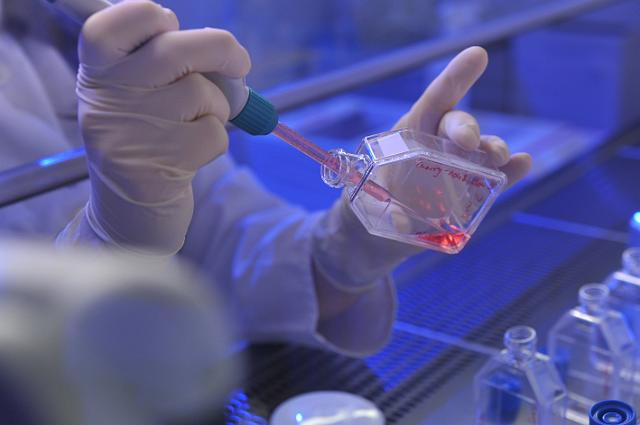
Untersuchung der biologische Beschaffenheit von Tumoren im Bereich der Strahlenbiologie

Die Forscher der Sektion Strahlenbiologie am OncoRay beschäftigen sich insbesondere mit der Tumorbiologie und der Tumorreaktion auf Strahlen- und Kombinationstherapien. Übergeordnetes Ziel ist die Entwicklung von biologisch individualisierten Kombinationstherapien für Krebspatienten.
- Forschungsgruppe Molekulare und Zelluläre Strahlenbiologie: Untersuchung der molekularen und zellulären Strahlenantwort von Zellen sowie Identifikation von Tumor-spezifischen Zielmolekülen, welche die Strahlen- und Chemoempfindlichkeit von Tumorzellen beeinflussen und sich so an der Regulation von Zellüberleben und -Tod nach Strahlen- und Chemotherapie beteiligen[21]
- Forschungsgruppe Biomarker für die individualisierte Strahlentherapie: Erforschung spezieller Merkmale von Tumorzellen (sog. Biomarker), die Hinweise auf die Anzahl und Eigenschaften der Tumorstammzellen und den Erfolg einer Strahlentherapie geben können, unter der Annahme, dass Tumorstammzellen maßgeblich für die Tumorentstehung, Metastasenbildung und das Wiederauftreten von Tumoren nach Strahlentherapie verantwortlich sind[22]
- Forschungsgruppe Tumorpathophysiologie: Untersuchung der pathophysiologischen Situation in menschlichen Tumoren und deren Metastasen, des lokalen Mikromilieus der umgebenden Normalzellen sowie deren gegenseitigen Beeinflussung und daraus resultierenden Auswirkungen auf die Effizienz therapeutischer Eingriffe[23][24]

### Sektion Medizinische Strahlenphysik

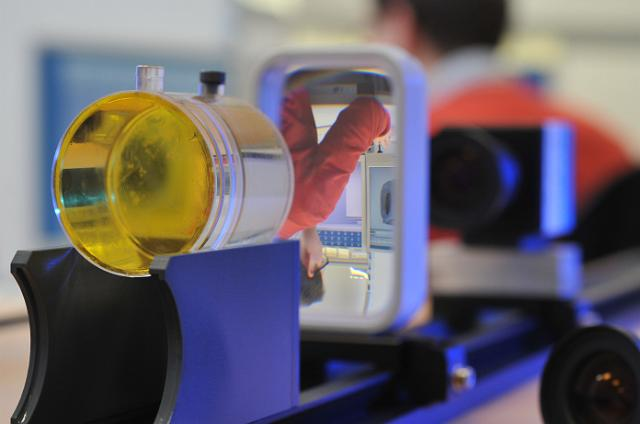
Technologische Optimierung der Strahlentherapie im Bereich der Medizinischen Strahlenphysik

Durch die Entwicklung neuer Techniken arbeiten die Wissenschaftler der Sektion Strahlenphysik daran, die Präzision und akkurate Ausrichtung der Protonentherapie zu steigern und diese Behandlungsoption in die klinische Anwendung zu übertragen.
- Forschungsgruppe Prompt-Gamma basierte Bestrahlungsverifikation: Nutzung der prompten Gammastrahlung, welche die Protonen auf ihrem Weg durch den Körper erzeugen, um den Strahlenverlauf während der fraktionierten Behandlung sichtbar zu machen, diese präzise nachzuverfolgen und so die tatsächliche Eindringtiefe des Protonenstrahls zu messen[25]
- Forschungsgruppe Laser Radioonkologie: Anwendung einer Teilchenbeschleunigung mittels eines hochintensiven, ultrakurz gepulsten Lasers für die Entwicklung kompakterer und kostengünstigerer Ionenbeschleuniger zum Einsatz im Klinikbereich für eine hochpräzise strahlentherapeutische Behandlung von Krebserkrankungen[26]
- Forschungsgruppe Hochpräzisions-Protonentherapie: Weiterentwicklung und Übertragung neuer Hochpräzisionsmethoden für die Protonentherapie in die klinische Anwendung zur Ermöglichung einer Verifikation und Anpassungen der Bestrahlung in Echtzeit auch bei bewegten Tumoren[27]
- Forschungsgruppe Experimentelle MR-integrierte Protonentherapie: Verbindung von Bildgebung und modernen Hochpräzisions-Strahlentherapietechniken mit dem Ziel einer möglichst hochkonformalen Dosisverteilung und Minimierung des Einflusses anatomischer Abweichungen von der Planung durch neue Konzepte der MRT-basierten Bestrahlungsplanung und -anwendung[28]

### Sektion Translationale Radioonkologie und Klinische Strahlentherapie

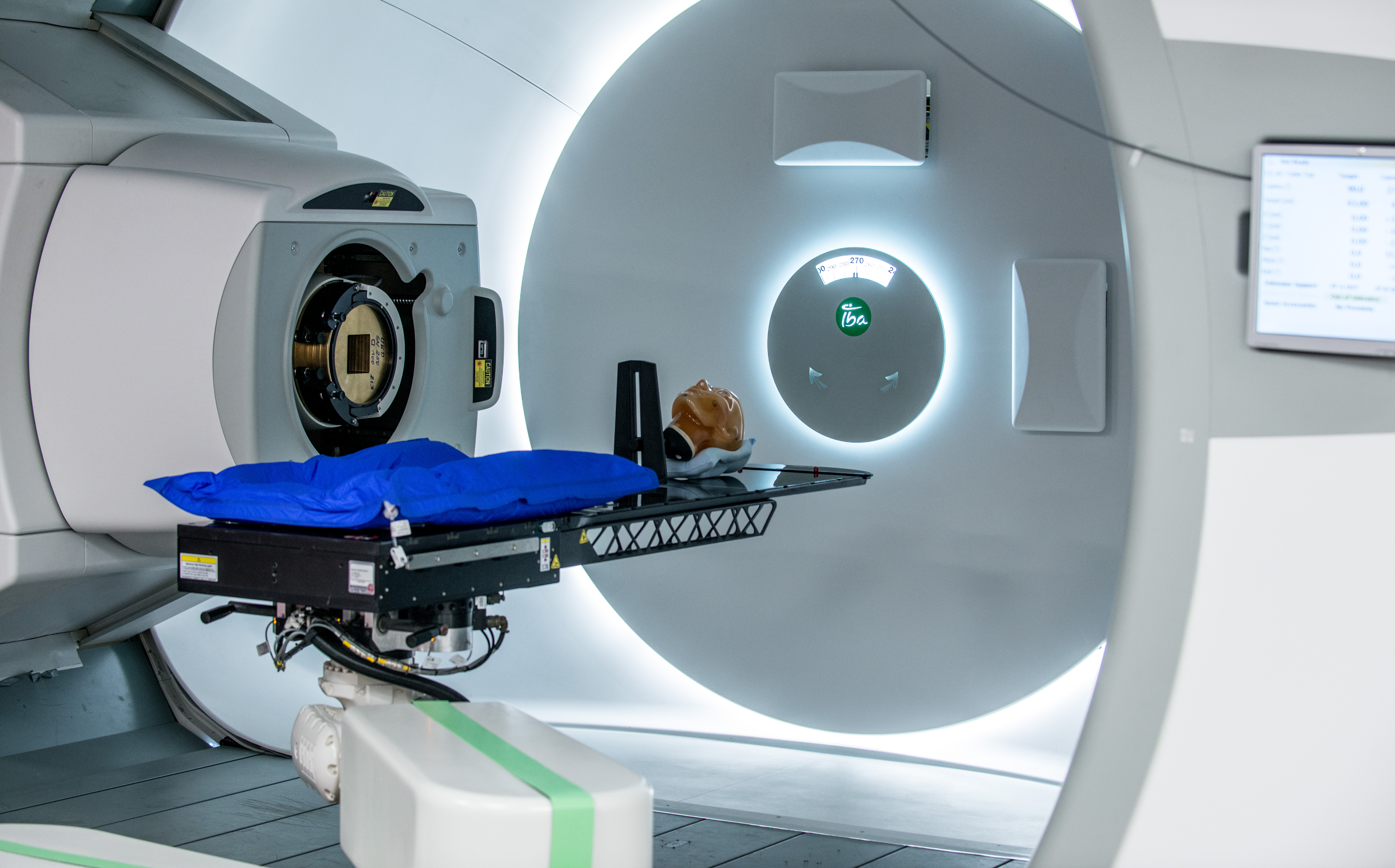
Übertragung präklinischer Ergebnisse in die klinische Anwendung der Patientenbehandlung im Bereich der Translationale Radioonkologie und Klinische Strahlentherapie

Die Forschung dieser Sektion konzentriert sich auf die Weiterentwicklung präklinischer Studien zur angewandten translationalen Radioonkologie in der klinischen Praxis. Ein wichtiger Fokus liegt auf der biologischen Individualisierung und der Nutzung modernster Techniken einer hochpräzisen Bildgebung.
- Forschungsgruppe Translationale Radioonkologie und Klinische Strahlentherapie: Durchführung klinischer Studien zur Untersuchung der Wirkung neuer Substanzen und zugelassener Medikamente in Kombination mit einer Strahlentherapie sowie der optimalen Reihenfolge der Behandlungsformen in sog. Kombinationstherapien[29]
- Forschungsgruppe Bildgestützte Hochpräzisionsstrahlentherapie: Fusion verschiedener Informationen bildgebender Messverfahren (CT, MRT) zur Generierung eines detaillierten drei- oder vierdimensionalen Bildes eines spezifischen Körperbereiches und der Klassifizierung verschiedener Gewebebereiche, auf deren Basis die Strahlentherapie geplant werden kann[30]
- Forschungsgruppe Präklinisches Imaging für die Radioonkologie: Überprüfung der Wirkung von Strahlen auf Tumore auf Grundlage bisher weniger erforschter „orthotoper Tumormodelle“ und systematischer Vergleich mit subkutanen Standardmodellen unter radioonkologischen Gesichtspunkten[31]
- Forschungsgruppe Modellierung und Biostatistik in der Radioonkologie: Verbesserung der Vorhersage eines Behandlungserfolgs der Strahlentherapie mithilfe statistischer Modelle aus klinischen Daten, Omics-Daten, genetischen und radiologischen Informationen sowie der Anwendung maschineller Lernverfahren und der Implementierung eines modellbasierten Ansatzes[32]

### Core Facilities
Experimentalraum für die Protonen-Forschung

Das OncoRay-Forschungsgebäude beherbergt eine innovative Protonenanlage für den Patientenbetrieb sowie zur weiteren Erforschung des Einsatzes von Protonen in der Krebstherapie. Immer dann, wenn der Protonenstrahl nicht für die Patienten-Bestrahlung benötigt wird, kann er über eine separate Strahlführung genutzt werden, um die Wirkung der Partikel hinsichtlich biologischer sowie physikalisch-technischer Fragestellungen zu erforschen.
Präklinische Imaging Plattform

Die Präklinische Imaging Plattform am OncoRay ist mit einem umfangreichen Spektrum von biologischer Bildgebungstechnik ausgestattet. Die verfügbare bildgebende Infrastruktur beinhaltet CT, PET/CT, PET/MRI, Ultraschall- und optische Bildgebung (z. B. Biolumineszenz). Außerdem wurde am OncoRay eine voll ausgestattete prä-klinische Bestrahlungsplattform entwickelt.

## Postgraduale Ausbildung am OncoRay

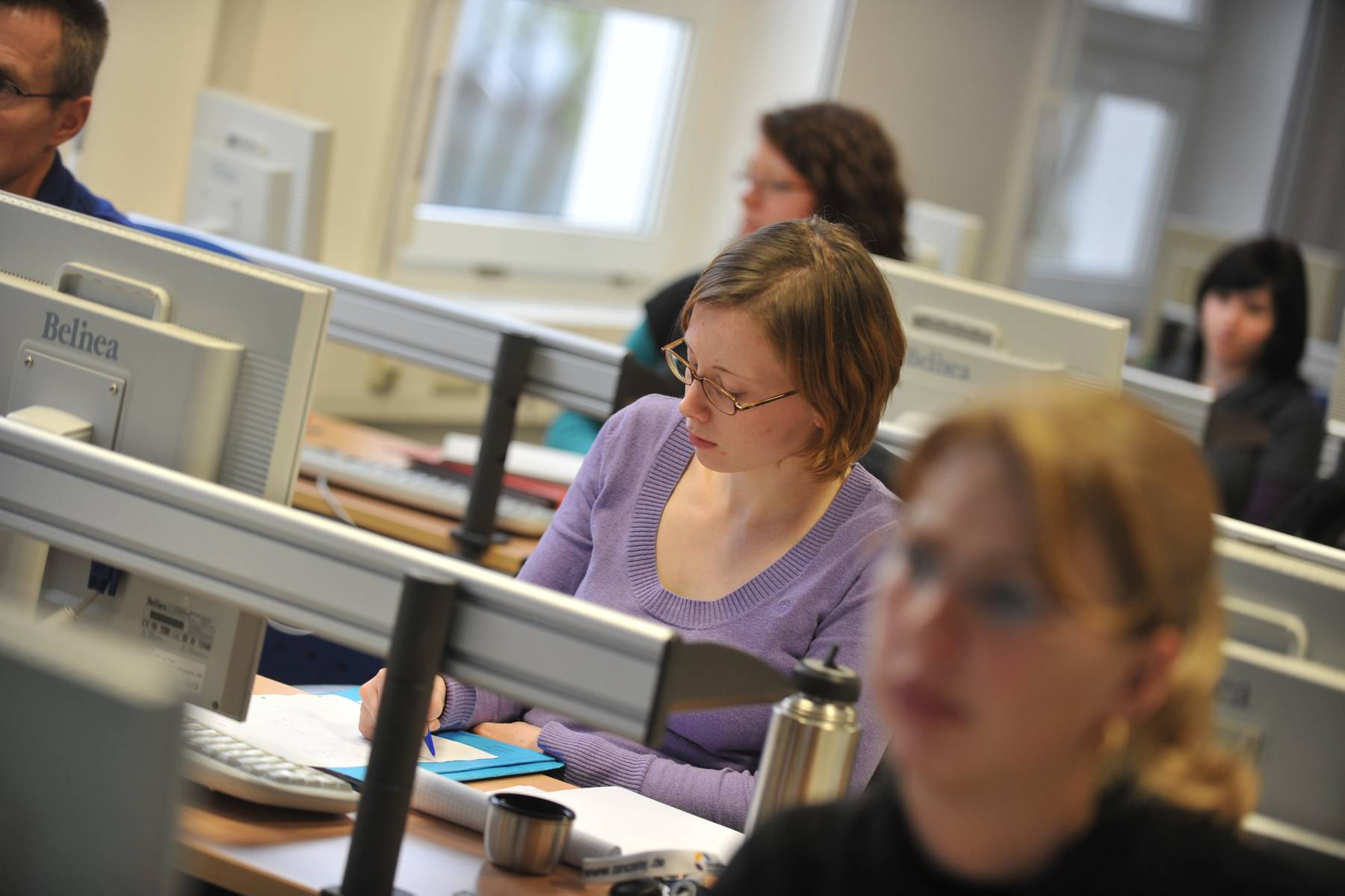
Studierende im Masterstudiengang „Medical Radiation Sciences“ (M.Sc., TU Dresden) am OncoRay

Die OncoRay Postgraduate School ist eine 2005 gegründete Graduiertenschule. Sie bietet Physikern, Ingenieuren, Biologen und Ärzten eine vertiefende postgraduale Ausbildung und umfasst verschiedene Module.

### Masterstudium Medical Radiation Sciences
Schwerpunkt der OncoRay Postgraduate School ist ein 4-semestriger Masterstudiengang, der die akademische Ausbildung zum Master of Science (M.Sc. Medical Radiation Sciences) mit der klinischen Ausbildung zum Medizinphysik-Experten kombiniert. Neben Grundlagen in Physik, Chemie, Biologie, technischen Wissenschaften und Medizin vermittelt der Studiengang Wissen über die Diagnose und Behandlung von Krebserkrankungen im Rahmen der Strahlentherapie, dem Gebiet mit dem höchsten Fachkräftebedarf, sowie in der Nuklearmedizin und der Radiologie. Parallel ermöglicht er den Erwerb der Fachkunde als Medizinphysik-Experte.
Konzeption, Organisation und Lehre des Studiengangs erfolgen größtenteils über Professoren und wissenschaftliche Mitarbeiter des OncoRay. In die praktische Ausbildung bringen sich neben der Klinik für Strahlentherapie und Radioonkologie auch die Klinik für Nuklearmedizin und die Klinik für Diagnostische und Interventionelle Radiologie sowie die Abteilung Strahlentherapie des Städtischen Klinikums Dresdens ein. Angeboten wird der Masterstudiengang jährlich zum Wintersemester an der Medizinischen Fakultät der Technischen Universität Dresden. Ziel des Programms ist ebenfalls, dem Mangel an Medizinphysik-Experten in allen klinisch-radiologischen Fachdisziplinen (Medizinische Strahlenphysik, Strahlentherapie, Nuklearmedizin, Radiologische Diagnostik, Radiologie) entgegenzuwirken.

### Doktorandenprogramm
Ergänzend zum Masterstudiengang richtet sich ein fachübergreifendes Doktorandenprogramm am OncoRay an Mediziner, Naturwissenschaftler und Ingenieure.
Doktoranden erhalten während der vertiefenden Aus- und Weiterbildung im Rahmen ihrer Dissertation eine intensive fachliche Betreuung sowie eine befristete Anstellung am OncoRay.

### „Clinician Scientist“ Programm
Während ihrer Weiterbildungszeit zum Facharzt/Fachärztin für Strahlentherapie können forschungsaffine Assistenzärzte, die an der Klinik und Poliklinik für Strahlentherapie und Radioonkologie angestellt sind, ein Jahr geschützte Forschungszeit in Anspruch nehmen. Mit diesem „Clinician Scientist“-Modell verfolgt die universitäre Radioonkologie das Anliegen, Assistenzärzten Kenntnisse in klinischer und präklinisch-translationaler Forschung zu vermitteln. Während der zwölf Monate haben die Ärzte die Möglichkeit, sich am OncoRay intensiv mit einem wissenschaftlichen Projekt zu beschäftigen und den Grundstein für ihre Forschungskarriere zu legen.